# Bea Feitler
Bea Feitler (Rio de Janeiro, 5 de fevereiro de 1938 — Rio de Janeiro, 8 de abril 1982), foi uma designer e diretora de arte brasileira. Atuou em publicações internacionais como Harper's Bazaar, Ms., Rolling Stone e na edição de estreia da revista Vanity Fair. Sua vida foi interrompida aos 44 anos por um câncer.

## Origem e inspiração
Filha de imigrantes judeus, seus pais vieram para o Brasil durante a Segunda Guerra Mundial. Tradicionalistas, conseguiram dar a filha uma educação de alto nível cultural. Durante sua formação, Bea sempre frequentou museus, teatros, óperas, fascinou-se por balé e literatura, na adolescência teve seu primeiro contato com as artes gráficas quando seu pai abriu a gráfica Atlan.

## Formação e carreira
Determinada a estudar pintura, mudou-se para Nova Iorque e se graduou em 1958 na Parsons School of Design, sem oportunidades concretas, retornou ao Brasil e abriu o Estúdio G com amigos designers, lá foi a responsável por capas de livros da Editora do Autor, e teve como a mais contemplada O homem nu de Fernando Sabino.
Teve sua primeira experiência com periódicos na revista Senhor – a experimentação permitida e a busca por inovação dos conceitos gráficos, proposta por Carlos Scliar, diretor de arte, foram importantes para Bea praticar e definir sua afinidade com a área. Em 1960 foi demitida e retornou aos Estados Unidos, e logo recebeu um convite do diretor de arte da Harper's Bazaar, Marvin Israel, que tinha sido seu professor na faculdade.
Por dois anos foi assistente de arte e, posteriormente, alcançou o posto de co-diretora de arte com Ruth Ansel, aos 25 anos de idade.
Durante uma década inteira, comandaram uma das publicações mais sofisticadas do mundo, a Bazaar da década de 1960, foi uma afirmação de seu tempo que possuía ritmo e filosofia:
| “ | Uma revista deve fluir. Ela deve ter ritmo. Você não pode olhar para uma página sozinha, você tem que visualizar o que vem antes e depois. Design editorial bom é tudo sobre como criar um fluxo harmônico. | ” |

Uma das capas mais premiadas da Bazaar produzidas por Bea, virou ícone dos anos 1960, a edição de abril de 1965 premiada com a medalha da Art Directors Club of New York, surgiu de uma improvisação de última hora – o rosto de uma modelo foi emoldurado simulando um capacete espacial, composto em recortes de papel rosa, contrastando com o logotipo da revista na cor verde, transgrediram o que era feito até então no design.
Experimentos que pudessem contrariar valores da época, com passar dos anos, não foram mais permitidas na Bazaar, não poderiam arriscar os negócios perdendo anunciantes e assinantes. Nesse período de descontentamento profissional, foi procurada por Fátima Ali para projetar a Revista Setenta da editora Abril, Bea cumpriu um papel sigiloso na criação do projeto, como diretora de arte e posteriormente como consultora artística.
Em 1972 deixou Bazaar e fundou a revista Ms. ao lado de Gloria Steinem, nessa publicação conseguiu refletir as perspectivas feministas da época e pôde voltar a criar novos conceitos e, sem ser militante, eliminou os estereótipos da mulher dona do lar.
Logo que deixou a Ms. em 1974, dedicou-se a outros projetos, dentre eles, a capa do disco Black and Blue dos Rolling Stones, anúncios de jornal para a Calvin Klein, cartaz para o filme Doces Bárbaros, design de livros The Beatles, Cole, Diary of a Century e Fotografia de Moda Vogue 1919-1979, destes fez questão de incluir seu nome no copyright, pois segundo ela, tão importante quanto o autor, o designer é responsável por metade do sucesso atingido.
Em 1975 voltou a atuar com revistas, dessa vez na Rolling Stone. No aniversário de dez anos da publicação modificou o projeto e expôs toda sua capacidade perceptiva ao diagramar o material produzido pela fotógrafa Annie Leibovitz. Produziu a capa de 22 de janeiro de 1981, com John Lennon e Yoko Ono, sem chamadas, o que foi inovador pra época, curiosamente o silêncio que a edição transmitiu coincidiu com o dia do assassinato do músico.
Sua última participação em periódicos foi modernizar a revista Vanity Fair, em meio a esse processo descobriu que possuía um câncer raro, aprovou a edição de estreia enquanto tratava da doença no Brasil, mas faleceu em 1982 antes mesmo de ver o lançamento.

## Sua contribuição a profissionais e alunos
Bea sempre produziu trabalhos em parceria com grandes profissionais como Richard Avedon, Bill King, Bill Silano, Duane Michals e Annie Leibovitz, dentre outros que confiavam em seus julgamentos e reproduziam o que ela projetava. A medida que extraía o que tinham de melhor, dava-lhes confiança para abordar temas com autonomia e linguagem própria.
De 1974 a 1980, lecionou no curso de design editorial da School of Visual Arts com salas sempre cheias, via em seus alunos uma indispensável fonte de inspiração.
Em sua homenagem, amigos e familiares criaram a Bea Feitler Foundation for the School of Visual Arts, que financia bolsas de estudos a alunos de design editorial, uma maneira de manter viva sua crença na função social do designer em interpretar e expandir a cultura para todos os públicos.